# آيت بو علي (إقليم مولاي يعقوب)
عين بو علي هي قرية مغربية تنتمي لإقليم مولاي يعقوب، غرب مدينة فاس. تضم هذه البلدة 12.269 ساكنا حسب إحصاء سبتمبر 2004.